# Hieracium pruinale
Hieracium pruinale là một loài thực vật có hoa trong họ Cúc. Loài này được (Zahn) P.D.Sell & C.West mô tả khoa học đầu tiên năm 1967.